# Нуну Феліш
Ну́ну Міге́л Маде́йра Ферна́ндіш Фе́ліш (порт. Nuno Miguel Madeira Fernandes Félix; нар. 16 березня 2004) — португальський футболіст, півзахисник клубу «Бенфіка».

## Клубна кар'єра
Виступав за юнацьку команди клубу «Портімоненсі», звідки 2016 року перейшов до академії «Бенфіки». 11 вересня 2020 року підписав з клубом свій перший професіональний контракт.
14 грудня 2021 року дебютував за резервну команду в матчі Сегунда-ліги проти клубу «Академіку Візеу». У сезоні 2021–22 з молодіжною командою «Бенфіки» (до 19 років) виграв Юнацьку лігу УЄФА та Міжконтинентальний кубок. 21 червня 2022 року продовжив контракт з клубом. 9 грудня 2023 року в поєдинку проти клубу «Насіунала» забив свій перший гол у професіональній кар'єрі.
15 лютого 2025 року дебютував в основному складі «Бенфіки» в матчі Прімейра-ліги проти «Санта-Клари», замінивши Бруму.

## Кар'єра в збірній
Виступав за збірні Португалії до 18, до 19 і до 20 років. У червні 2023 року потрапив у заявку збірної до 19 років на юнацький чемпіонат Європи, що проходив на Мальті. На турнірі провів 4 поєдинки, а його команда дійшла до фіналу, де мінімально поступилась італійцям (0-1).

## Статистика виступів
Станом на 11 травня 2025
| Клуб              | Сезон             | Чемпіонат         | Чемпіонат | Чемпіонат | Кубок | Кубок | Кубок ліги | Кубок ліги | Єврокубки | Єврокубки | Інші  | Інші | Всього | Всього |
| Клуб              | Сезон             | Дивізіон          | Матчі     | Голи      | Матчі | Голи  | Матчі      | Голи       | Матчі     | Голи      | Матчі | Голи | Матчі  | Голи   |
| ----------------- | ----------------- | ----------------- | --------- | --------- | ----- | ----- | ---------- | ---------- | --------- | --------- | ----- | ---- | ------ | ------ |
| Бенфіка Б         | 2021–22           | Сегунда-ліга      | 3         | 0         | —     | —     | —          | —          | —         | —         | —     | —    | 3      | 0      |
| Бенфіка Б         | 2022–23           | Сегунда-ліга      | 0         | 0         | —     | —     | —          | —          | —         | —         | —     | —    | 0      | 0      |
| Бенфіка Б         | 2023–24           | Сегунда-ліга      | 32        | 3         | —     | —     | —          | —          | —         | —         | —     | —    | 32     | 3      |
| Бенфіка Б         | 2024–25           | Сегунда-ліга      | 25        | 1         | —     | —     | —          | —          | —         | —         | —     | —    | 25     | 1      |
| Бенфіка Б         | Всього            | Всього            | 60        | 4         | 0     | 0     | 0          | 0          | 0         | 0         | 0     | 0    | 60     | 4      |
| Бенфіка           | 2024–25           | Прімейра-ліга     | 2         | 0         | 1     | 0     | 0          | 0          | 0         | 0         | 0     | 0    | 3      | 0      |
| Всього за кар'єру | Всього за кар'єру | Всього за кар'єру | 62        | 4         | 1     | 0     | 0          | 0          | 0         | 0         | 0     | 0    | 63     | 4      |

## Досягнення
«Бенфіка» (мол.)
- Переможець Юнацької ліги УЄФА: 2021–22[17]
- Володар Міжконтинентального кубка (до 20 років): 2022[18]

«Бенфіка»
- Володар Суперкубка Португалії: 2025